# Ramon Torrents
Ramon Torrents   (Barcelona, 6 de desembre de 1937) és un dibuixant de còmics barceloní, cocreador amb el guionista Esteban Maroto de la sèrie 5 por infinito.